# Чукальское сельское поселение (Краснослободский район)
Чукальское се́льское поселе́ние — упразднённое муниципальное образование в Краснослободском районе Мордовии Российской Федерации.
Административный центр — село Чукалы.

## История
Образовано в 2005 году в границах сельсовета.
Упразднено Законом от 24 апреля 2019 года, а входившие в его состав населённые пункты были включены в Красноподгорное сельское поселение (сельсовет).

## Население
| 2002 | 2010 | 2012 | 2013 | 2014 | 2015 | 2016 |
| ---- | ---- | ---- | ---- | ---- | ---- | ---- |
| 546  | ↘461 | ↘450 | ↘436 | ↘425 | ↘407 | ↘396 |
| 2017 | 2018 | 2019 |      |      |      |      |
| ↗399 | ↘377 | ↘365 |      |      |      |      |

## Состав сельского поселения
| № | Населённый пункт         | Тип населённого пункта | Население |
| - | ------------------------ | ---------------------- | --------- |
| 1 | Русско-Полянские Выселки | деревня                | ↘59       |
| 2 | Черновские Выселки       | село                   | ↘56       |
| 3 | Чукалы                   | село                   | ↘346      |